# 哲学星
哲学星（227 Philosophia）是第227顆被人類發現的小行星，位于火星和木星之間的小行星帶。
該小行星以哲學的拉丁語命名。
| 前一小行星： 小行星226 | 小行星列表 | 後一小行星： 小行星228 |